# Lasse Svensson (Pastor)
Lars „Lasse“ Anders Svensson (* 28. Mai 1971) ist ein schwedischer evangelischer Pastor. Von 2012 bis 2024 amtierte er als kyrkoledare (Präsident) der Equmeniakyrkan.
Svensson studierte ab 1993 am Theologischen Seminar der Methodisten und arbeitete nach seiner Ordination ab 1997 in der methodistischen S:t Jakobs kyrka in Göteborg, zuerst als Jugendpastor, später als Hauptpastor. Nebenamtlich war er auch Superintendent. 2010 übernahm er die Aufgabe des processledare für den Vereinigungsprozess von Baptisten, Methodisten und Schwedischer Missionskirche, aus der 2011 die Equmeniakyrkan wurde. 2012 wurde er zum ersten kyrkoledare der neuen Kirche gewählt, mit Sofia Camnerin und Olle Alkholm als Stellvertreter. Im Mai 2016 wurde das Leitungstrio für vier weitere Jahre gewählt. Im selben Monat wählte Sveriges kristna råd, die Arbeitsgemeinschaft der christlichen Kirchen in Schweden, Svensson auch als Nachfolger von Anders Arborelius zu seinem neuen Vorsitzenden. 2020 wurde Svensson ein drittes Mal zum kyrkoledare gewählt, dieses Mal mit Karin Wiborn und Joakim Hagerius als Stellvertreter. Bei der Kirchenkonferenz im August 2024 trat Svensson nicht zur Wiederwahl an, wurde aber zum regionalen kyrkoledare für die Region Süd gewählt. Seine Nachfolgerin wurde Karin Wiborn.
Svensson ist verheiratet und hat drei Söhne. Er wohnt in Vallda in der Gemeinde Kungsbacka. 